# Scolytinae
Los escolitinos (Scolytinae) son una subfamilia de coleópteros polífagos de la familia Curculionidae. Durante muchos años fue considerada una familia independiente y, por tanto, denominada Scolytidae (escolítidos). Los últimos estudios taxonómicos la consideran una subfamilia.
Incluye unos 220 géneros y aproximadamente 6000 especies, muchas de ellas son graves plagas para los árboles ya que las larvas se desarrollan bajo la corteza de los mismos. Ips y Dendroctonus son graves plagas de las coníferas e Hypothenemus es la peor plaga del café. Además, Scolytus y Hylurgopinus transmiten la grafiosis, una grave infección fúngica que mata los olmos.

## Galería

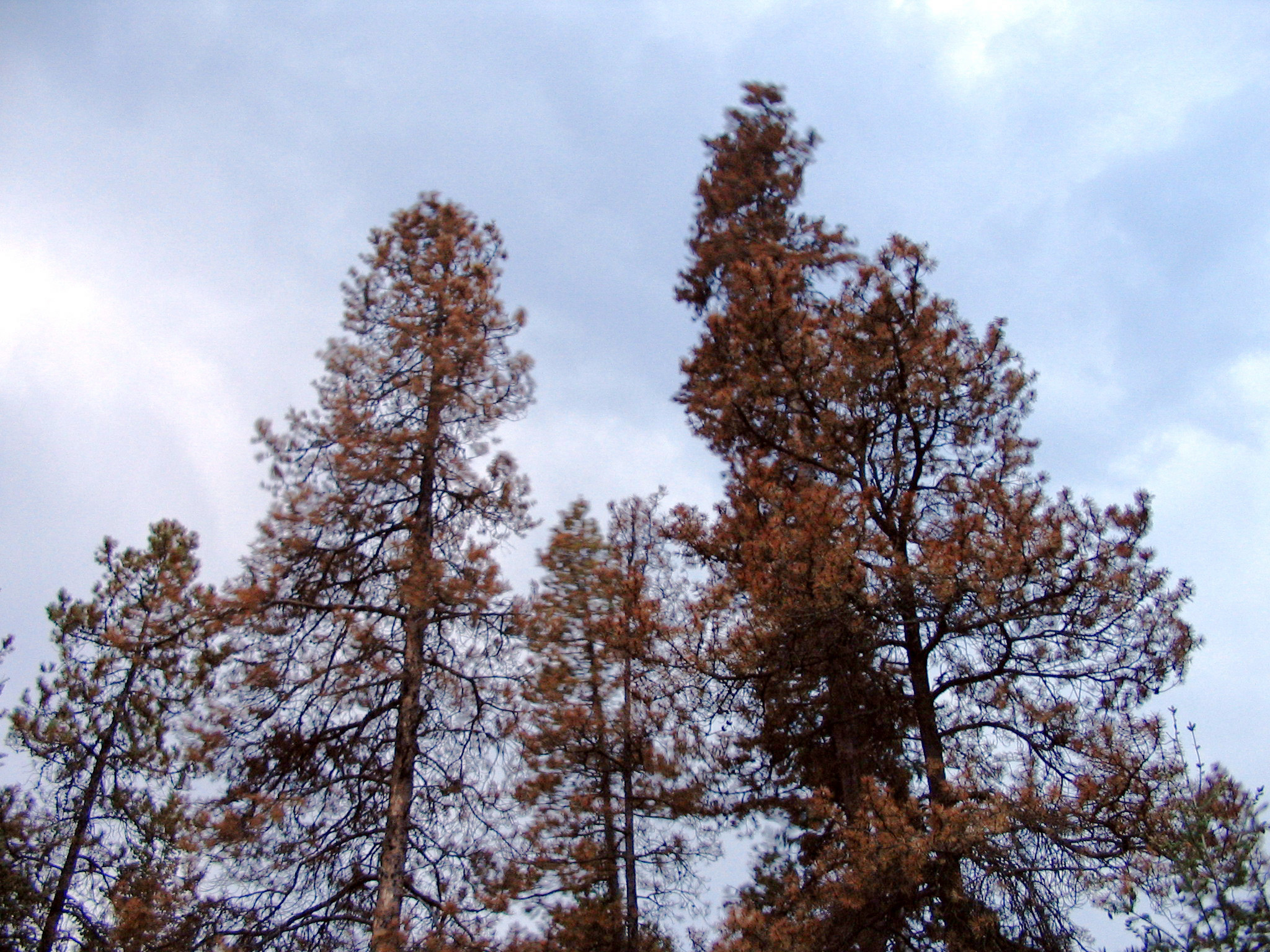
Pinos muertos por Dendroctonus ponderosae en la Columbia Británica.
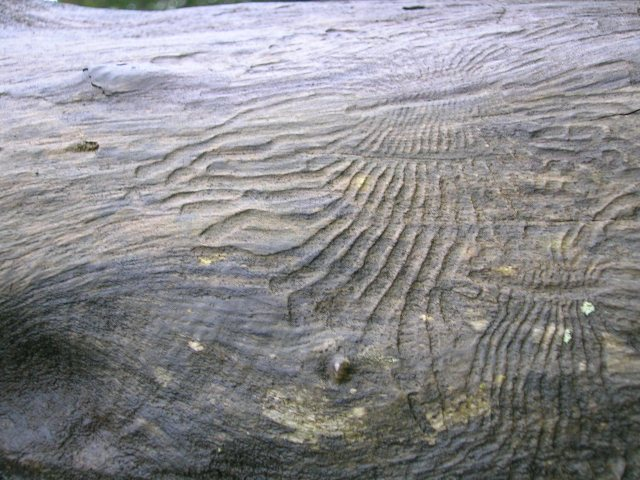
Galerías en un tronco.
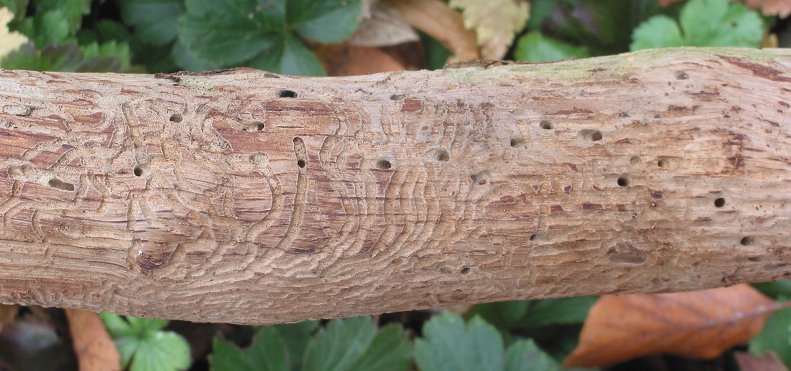
Galerías en un tronco.
Trampa para escolítidos.